# Chiesa madre di San Basilio
La chiesa madre di San Basilio è un edificio religioso della città di Regalbuto, in Sicilia.

## Storia

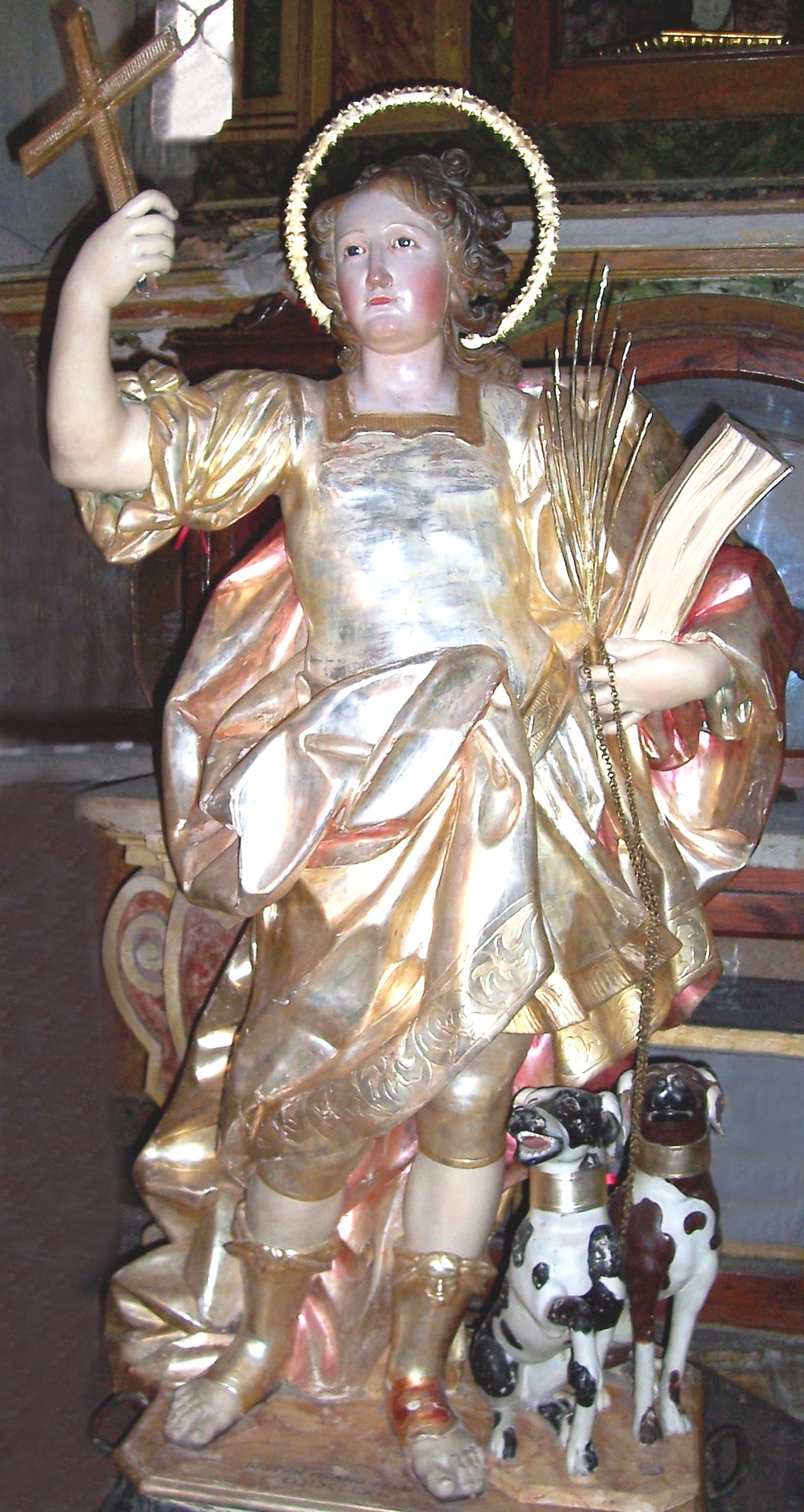
Statua lignea di San Vito martire, patrono di Regalbuto, del 1790

Chiesa di tipo basilicale, fu edificata nel XVI secolo. Il terremoto del 1693 arrecò alcuni danni specie alla copertura dell’edificio. Questo fatto fece sì che anche Regalbuto si inserisse nel vasto movimento di ricostruzione che nel settecento vide protagonisti i centri ionici dell’isola. Un primo intervento sulle coperture del preesistente edificio, e particolarmente del transetto, viene fatto dal 1720 al 1733. Il campanile venne edificato dal 1735 al 1744, su disegno di un mastro anonimo proveniente da Mineo. La facciata venne realizzata dal 1748 al 1766. Nel 1754 viene dato incarico all’ingegnere ed architetto Giovanni Battaglia di Catania di rinnovare complessivamente lo spazio interno della chiesa. Egli ripropone il tradizionale impianto basilicale che però venne accantonato. Nel 1755 si avvia una seconda fase di progettazione affidata all’architetto Ferdinando Lombardo dell’Ordine dei Crociferi di Palermo, il cui progetto si ispira ad un modello inedito per la Sicilia del tempo, che viene accolto e realizzato così come lo si vede oggi. I lavori nell’edificio furono ultimati nel 1781 con l’architetto Stefano Ittar, noto per i suoi lavori a Catania, che realizzò la sistemazione del grande arco con sagoma a sesto ribassato fatto per posizionare l’organo e la scala di accesso allo stesso in sagrestia.

## Descrizione
All’interno sono degni di nota: l’organo, che è un’opera di Donato Del Piano risalente al 1781; il maestoso altare laterale di San Vito, ricco di marmi policromi, con una statua lignea del santo da cui prende il nome, opera del napoletano Giuseppe Picano; di fronte, l’altare del SS. Sacramento ed il quadro ottocentesco del Sacro Cuore. Tra le cinque tele sugli altri altari minori, spiccano quelle di S. Basilio e degli Apostoli Pietro e Paolo. Di grande valore artistico i quadri della via Crucis. Il pavimento di marmi policromi, che formano vasti disegni geometrici è del 1886.